# The Doppelgängers
The Doppelgängers (auch Dick Dynamite and the Doppelgängers) sind eine neuseeländische Gruppe aus Hamilton.
Der Musikstil lässt sich als Psychobilly und Rockabilly beschreiben. Zu den Einflüssen der Band zählen u. a. Meteors, Batmobile, Johnny Cash und die Misfits.

## Geschichte
The Doppelgängers wurden 2005 in Neuseeland, Hamilton gegründet. Die Band, welche aus drei Musikern besteht, ist bekannt für ihre explosiven Liveshows. 2012 verließ Sam die Band aus privaten Gründen und wurde durch Loz ersetzt. Zu den bekanntesten Lieder gehören die Stücke Deviant, welches 2011 als Single und später auf der EP Return of the Doppelgängers veröffentlicht wurde, und Partners in Crime welches 2012 als 2-Track-Single veröffentlicht wurde. Partners in Crime befindet sich auch auf dem 2013 erschienenen Album Bad, Bad Man. Um ihre Karriere voranzutreiben, ist die Band nach London umgesiedelt.

## Diskografie
- 2008: Be My Abductee (EP)
- 2010: Psychopths from Outer Space (Album)
- 2011: Deviant (Single)
- 2011: Return of the Doppelgängers (EP)
- 2012: Partners in Crime (Single)
- 2013: Bad, Bad Man (Album)